# 猫妖的诱惑
《猫妖的诱惑》（英語：The Love Story of Cat Spirit）是中华人民共和国一部已完结的动畫，作者为青玉，于2018年12月21日至2019年6月13日开始在网络视频网站连载播放，每周一集，每集约10分钟。

## 概要
一個生活在中世紀的少女蘇清寒在現代社會转世投胎为貓妖蘇冉冉，宣稱要找前世戀人沈墨卿復仇。但是蘇冉冉存在雙重人格，既想殺沈、又想愛沈，進退維谷。

## 动画

### 动画制作
- 总编剧：杨莺歌
- 编剧：李林霏，高新潮，熊兴智，唐媛
- 总导演：唐媛
- 总监制：李筱婷，刘阔
- 总制片：吴大卫
- 总策划：杨磊，林海强
- 策划：ASKASK
- 监制：熊猫盖饭，泥鳅，周全
- 模型：刘锐恒
- 灯光指导：彭义成
- 音乐：毛亮，陆海星
- 剪辑：唐文雅
- 制片：孙文娟
- 录音：程鑫[4]

## 角色介紹

### 主要人物
- 蘇清寒/蘇冉冉（第1集出場，女主角）
- 沈墨卿（第1集出場，男主角）
- 寒煙君（第2集出場）
- 凌昱（第3集出場）
- 蘇茗千（第1集出場，女主角之兄）
- 邦妮（第3集出場）
- 于青檬（第5集出場）
- 趙青山（影射鬼穀子，第7集出場）
- 朱雀（第17集出場）

### 次要人物
- 蘇清雀（第9集出場，僅提及）
- 莨芳洲（第9集出場，僅提及）
- 風伯（第9集出場）
- 于楓棉（第9集出場）
- 于楓袖（第9集出場）
- 方霄（第9集出場）
- 九尾天狐（第10集出場）
- 沈望川（第13集出場）

## 每集列表
| 集数 | 标题                           | 播出日期       |
| ---- | ------------------------------ | -------------- |
| 1    | 序章（上）：插他两刀           | 2018年12月21日 |
| 2    | 序章（下）：复仇失败就得当王妃 | 2018年12月28日 |
| 3    | 情敌battle修罗场               | 2019年2月14日  |
| 4    | 撸猫换取的情敌机密             | 2019年2月21日  |
| 5    | 身世之谜被识破？               | 2019年2月28日  |
| 6    | 醉后的KISS、初约会             | 2019年3月7日   |
| 7    | 敢动我的人试试？               | 2019年3月14日  |
| 8    | 双生灵魂二选一                 | 2019年3月21日  |
| 9    | 梦回千年 智斗白莲              | 2019年3月28日  |
| 10   | 舍命救得小狐狸                 | 2019年4月4日   |
| 11   | 背水一战为红颜                 | 2019年4月11日  |
| 12   | 护妻狂魔在线发威               | 2019年4月18日  |
| 13   | 生死一线 追忆前尘              | 2019年4月25日  |
| 14   | 你是人间那道光                 | 2019年5月2日   |
| 15   | 鸳鸯戏水 当众求婚              | 2019年5月9日   |
| 16   | 一吻定情 百猎遇险              | 2019年5月16日  |
| 17   | 美色误人 醋王争霸              | 2019年5月23日  |
| 18   | 朱雀之乱 致命赌约              | 2019年5月30日  |
| 19   | 卿哥受困 英喵救美              | 2019年6月6日   |
| 20   | （大結局）                     | 2019年6月13日  |

## 主題曲
片頭曲《卿傾敘》
作曲：毛亮 、作詞：唐媛
片尾曲《前塵》
作曲：何亮 、作詞：苗柏楊